# 皮索克 (佐洛喬夫區)
49°52′22″N 24°57′31″E / 49.87278°N 24.95861°E
皮索克（烏克蘭語：Пісок），是烏克蘭西部的村莊，隸屬利維夫州的佐洛奇夫區。該村面積3.25平方公里，海拔高度279米，2001年人口32，人口密度每平方公里9.85人。